# Johann Reinhold Grau
Johann Reinhold Grau (lateinisch Gravius; * 21. April 1701 in Kassel; † 19. April 1768 in Sankt Goar) war ein deutscher reformierter Theologe.

## Leben
Johann Reinhold Grau war ein Sohn des Kasseler Metropolitans Caspar Christian Grau. Er absolvierte seine frühe Ausbildung in der Schule seiner Vaterstadt und studierte daraufhin Theologie an den Universitäten in Marburg, Heidelberg, Leiden und Utrecht. Er erwarb sich gründliche Kenntnisse in seinem Fach, legte aber einer freigeistigen Denkrichtung durch die Neigung zur damals sehr beliebten bildlichen Theologie freiwillig Fesseln an, die er während seines ganzen späteren Wirkens nicht mehr abzustreifen vermochte.
Nach der Beendigung seiner Studien wurde Grau 1736 Prediger in Niederzwehren bei Kassel. Die Muße, die ihm bei den Pflichten seines Amts blieb, nutzte er zu seiner weiteren wissenschaftlichen Ausbildung und zu schriftstellerischen Arbeiten. Er folgte hierbei stets der einmal eingeschlagenen Richtung und war eifrig bemüht, alttestamentliche Erzählungen mit Begebenheiten des Neuen Testaments durch allegorische und häufig sehr gezwungene Deutungen in Beziehung zu bringen. Außer bei seiner sich nicht in diesem Ideenkreis bewegenden kleinen Schrift über die Metropolitanreinrichtung (Theses historico-theologicae de axiomate metropolitano, Hersfeld 1745) tritt dieses Bestreben in der Abhandlung über die Taufe (Discursus theologicus de baptismo sub certa forma et ex suis causis salvifico, ad 1 Petr. III, 21; accedit significatio de typo Jonae, Hersfeld 1747), in der er die Geschichte des Jona bildlich auf seinen Gegenstand bezog, schon entschieden hervor. Ebenso willkürlich deutete er mehrere Prophezeiungen der Psalmen auf die späteren Christenverfolgungen in seinen Heldenliedern der Kirche Gottes in den Nächten der Trübsale und Gemeinschaft der Leiden mit ihrem Haupte Christo und vornehmlich in den drei Hauptverfolgungen, wie solche durch den Geist der Weissagung vorgestellt werden in den Psalmen XLII. und XLIII., in 12 Predigten, nebst einer Zugabe über Matth. XX, 1 sqq. (Lemgo 1746).
Graus wissenschaftliches Streben fand indessen bei seinen Vorgesetzten Anerkennung und veranlasste 1747 seine Beförderung zum evangelisch-reformierten Inspektor zu Sankt Goar, wo damals das Haus Hessen-Kassel das Besatzungsrecht hatte. Als dieses 1754 auch auf die Bergfeste Rheinfels ausgedehnt und die dortige Kapelle für den evangelisch-reformierten Gottesdienst eingerichtet wurde, hielt Grau am 25. Dezember die Festpredigt. Er versah sein Predigeramt sehr eifrig und arbeitete seine Predigten zu größeren Werken über biblische Gegenstände mit typischer Deutung aus. Dazu gehören u. a.:
- Anfang der Geschichte von Jesu Christo nebst dessen Geheimnis, 3 Bände, Lemgo 1749–53: 24 Betrachtungen über die ersten Ereignisse im Leben Jesu; in dem Werk werden die Empfängnis des Vorläufers Johannes des Täufers, das Lied Mariä und die Beschneidung Johannes’ erklärt
- Die erfreute Seele in dem Bethause Gottes, 2 Teile, Frankfurt am Main 1756: Erklärung des 25. Psalms Davids, worin sich als Anhang einige zuverlässige Nachrichten über den Prediger Adolf Fabricius zu St. Goar befinden
- Beständige Bewahrung beides des Wortes als auch des Volkes Gottes und eines jeden wahren Gliedes davon, prophetisch vorgestellt in dem 119. Psalm, Frankfurt am Main 1760: Auslegung des 119. Psalms, die sich aber nur über die acht ersten Verse erstreckt; die vollständig ausgearbeitete Handschrift der Fortsetzung befand sich im Besitz der Erben des Verfassers